# Mahamadou Diarra (Fußballspieler, 2003)
Mahamadou Diarra (* 30. November 2003) ist ein malischer Fußballspieler.

## Karriere
Diarra begann seine Karriere bei Stade Malien. Mit dem Team wurde er in der Saison 2020/21 malischer Meister. Im Anschluss nahm er in der Saison 2021/22 mit dem Verein an der CAF Champions League teil. Nach erfolgreicher Qualifikationsrunde scheiterte Stade Malien aber in der ersten Hauptrunde, Diarra absolvierte alle vier Partien des Teams.
Im August 2023 wechselte der Angreifer zum österreichischen Bundesligisten WSG Tirol. Sein Debüt in der Bundesliga gab er im September 2023, als er am sechsten Spieltag der Saison 2023/24 gegen den FC Blau-Weiß Linz in der 61. Minute für Nik Prelec eingewechselt wurde. In jener Partie erzielte er mit dem Treffer zum Endstand in Minute 74 bei der 4:2-Niederlage auch sein erstes Bundesligator.